# Operazione Attain Document
Operazione Attain Document era il nome in codice di un'operazione intrapresa dalle forze aeree e navali della United States Navy tra il gennaio e il marzo 1986 nelle acque del golfo della Sirte al largo della Libia.
A seguito del sostegno del regime del colonnello Muʿammar Gheddafi a svariati attentati terroristici internazionali, l'amministrazione del presidente Ronald Reagan varò un'operazione di pressione militare inviando unità navali e aeree della United States Navy a condurre esercitazioni nella zona del golfo della Sirte, unilateralmente rivendicata dalla Libia come parte delle sue acque territoriali in violazione delle norme del diritto internazionale in materia. L'operazione si svolse in tre fasi distinte: nel corso della prima (26-30 gennaio) e della seconda fase (12-15 febbraio) le unità statunitensi operarono al limitare e poi all'interno della regione di informazioni di volo libica ma senza penetrare nel golfo della Sirte, operazioni che videro svariati incontri ravvicinati tra aerei statunitensi e libici ma senza che si arrivasse a scontri armati.
La terza fase dell'operazione, che vide l'ingresso degli aerei e delle navi statunitensi nelle acque del golfo della Sirte, degenerò invece in una vera e propria battaglia aeronavale tra il 24 e il 25 marzo: dopo che siti antiaerei libici avevano sparato missili ai danni dei velivoli statunitensi, questi risposero bombardando le postazioni radar sulla terraferma libica; unità della Marina militare libica tentarono di intervenire nello scontro, ma furono rapidamente intercettate e bombardate dai velivoli statunitensi riportando severe perdite.
L'operazione fu ritenuta un successo dagli statunitensi, ma portò come conseguenza a nuovi attentati terroristici orditi dai libici e quindi a nuove azioni di rappresaglia da parte degli Stati Uniti.

## Antefatti

### Gheddafi e gli Stati Uniti
Dopo la presa del potere da parte del capitano (poi autoproclamatosi colonnello) Muʿammar Gheddafi il 1º settembre 1969 e la deposizione del precedente regime del re Idris I, i rapporti tra Libia e Stati Uniti d'America degenerarono molto rapidamente. I punti d'attrito tra le due nazioni erano numerosi: il regime nazionalista di Gheddafi provvide a nazionalizzare l'industria petrolifera libica con grave danno economico per le compagnie occidentali da tempo attive nella regione; l'alleanza diplomatico-militare stabilita da Idris con Stati Uniti e Regno Unito fu troncata, le basi militari statunitensi e britanniche presenti in Libia furono chiuse e Gheddafi si avvicinò di converso all'Unione Sovietica, con la quale fu sottoscritto, nel 1974, un patto di collaborazione che concedeva ai sovietici l'uso dei porti libici in cambio della cessione di materiali bellici moderni con cui ammodernare e potenziare le decrepite forze armate libiche. Gheddafi promosse un'aggressiva politica estera, inviando armi e truppe in appoggio del dittatore dell'Uganda Idi Amin Dada nel corso della guerra ugandese-tanzaniana e intervenendo militarmente nel confinante Ciad al fine di assoggettare la nazione e annettersi la regione di frontiera della striscia di Aozou, ritenuta ricca di giacimenti di uranio; anche altre nazioni africane dovettero sperimentare tentativi di sovversione interna appoggiati e finanziati dai libici.
Fiero avversario di qualsiasi accordo di pace tra Israele e le nazioni arabe, Gheddafi non esitò a scatenare nel luglio 1977 una breve guerra di confine con l'Egitto a causa della politica di pace aperta dal presidente egiziano Anwar al-Sadat nei confronti degli israeliani. Più importante ancora, la Libia divenne uno dei principali sostenitori del terrorismo palestinese, fornendo armi e finanziamenti e ospitando campi di addestramento per i militanti, aiuti estesi poi a molte altre formazioni terroristiche attive in tutto il mondo; di conseguenza, nel 1979 il governo statunitense inserì la Libia nella lista degli "Stati sponsor" del terrorismo.

### Il golfo della Sirte
Un altro punto critico di contesa riguardava le frontiere marittime della Libia. Il governo libico era da sempre molto suscettibile sulla questione, in ragione delle vaste risorse ittiche e petrolifere che si trovavano nelle acque del paese: il 21 settembre 1972 la corvetta della Marina Militare italiana Pietro De Cristofaro, impegnata in una missione di routine di vigilanza pesca nelle acque internazionali davanti a Tripoli, era stata mitragliata da un caccia libico con il ferimento di quattro membri dell'equipaggio, mentre il 21 marzo 1973 due caccia libici avevano attaccato un aereo da ricognizione statunitense RC-130 al largo della costa libica senza tuttavia riuscire ad abbatterlo. Per rendere più difficili ulteriori missioni di ricognizione aerea da parte degli Stati Uniti, nonché come rappresaglia per l'aiuto statunitense a Israele nel corso della guerra del Kippur, l'11 ottobre 1973 Gheddafi proclamò unilateralmente come parte delle acque territoriali della Libia l'intera area del golfo della Sirte a sud della linea rappresentata dal parallelo 32° e 30' nord (congiungente un punto poco a nord di Bengasi a est con il golfo di Misurata a ovest); benché motivata con non meglio precisati "diritti storici" della Libia, la decisione violava le norme del vigente diritto internazionale in materia di delimitazione delle acque territoriali e fu di conseguenza disconosciuta da quasi tutti i governi del mondo.
Il governo degli Stati Uniti aveva da tempo un atteggiamento molto rigido nei confronti degli Stati rivieraschi che tentavano di ostacolare il libero uso delle acque internazionali, e le unità della United States Navy erano frequentemente impegnate nelle cosiddette "missioni FON" (Freedom Of Navigation, "libertà di navigazione"), andando a transitare nei tratti di mare unilateralmente e illegalmente dichiarati come vietati per dimostrare l'infondatezza e la non acquiescenza a simili rivendicazioni. In tre distinte occasioni tra il 1973 e il 1979 unità della US Navy andarono a condurre manovre di esercitazione di routine nelle acque del golfo della Sirte unilateralmente rivendicate dai libici, anche se l'amministrazione Carter si oppose a piani più aggressivi proposti per sfidare la posizione del governo di Tripoli in ragione di un tentativo di riallacciare normali relazioni economiche con il paese. Questi tentativi si rivelarono infruttuosi e la situazione peggiorò: nel maggio 1980 le relazioni diplomatiche tra Libia e Stati Uniti furono interrotte, e un nuovo incidente si verificò il 16 settembre quando due caccia libici MiG-23 lanciarono missili all'indirizzo di un aereo da ricognizione statunitense RC-135 in volo sopra lo spazio aereo internazionale, senza tuttavia colpirlo e fuggendo davanti all'intervento di tre caccia F-14 Tomcat decollati da una portaerei della US Navy.
Le missioni FON nel golfo della Sirte conobbero un'intensificazione sotto la presidenza di Ronald Reagan, generando frequenti incontri ravvicinati tra aerei statunitensi e libici sopra le acque contese; il 19 agosto 1981 si arrivò allo scontro aperto quando due caccia libici Su-22 attaccarono altrettanti F-14 statunitensi sopra il golfo della Sirte: i caccia statunitensi schivarono i missili in arrivo e reagirono abbattendo entrambi i velivoli libici. Per diverso tempo non vi furono altre operazioni statunitensi nel golfo della Sirte, in ragione della maggiore attenzione riservata agli eventi della guerra civile in Libano più a est, ma le missioni FON nelle acque contese ripresero nel luglio 1984. La situazione peggiorò notevolmente nel 1985, quando si verificò un'ondata di attentati terroristici internazionali contro obiettivi "occidentali": tra i più significativi che coinvolsero cittadini statunitensi vi furono il dirottamento del volo TWA 847 il 14 giugno, il sequestro della nave passeggeri Achille Lauro tra il 7 e il 10 ottobre, il dirottamento del volo EgyptAir 648 il 23 novembre e gli attacchi agli aeroporti di Roma e Vienna il 27 dicembre. Le ultime due azioni furono attribuite al gruppo terroristico palestinese capitanato da Abu Nidal, un protetto di Gheddafi, spingendo l'amministrazione Reagan, che della lotta al terrorismo internazionale aveva fatto uno dei suoi capisaldi, a nuove e più aggressive azioni contro la Libia.
Unitamente all'imposizione di sanzioni economiche ai danni di Tripoli, all'inizio del 1986 i vertici statunitensi progettarono una serie di aggressive manovre FON nelle acque della Sirte da parte delle navi e dei velivoli della United States Sixth Fleet dislocata nel Mar Mediterraneo; l'azione era anche una risposta alla minacciosa dichiarazione di Gheddafi del 1º gennaio 1986, secondo la quale il parallelo 32° e 30' nord era una "linea della morte" il cui attraversamento non autorizzato avrebbe scatenato un'immediata reazione militare da parte della Libia, in particolare dopo l'installazione lungo le coste libiche di nuovi sistemi radar e missili antiaerei SA-5 di fabbricazione sovietica. Sotto il nome in codice di "operazione Attain Document", l'azione concepita dagli strateghi statunitensi prevedeva una serie di manovre FON da parte delle navi e degli aerei dell'ammiraglio Frank Kelso, comandante della Sixth Fleet, da attuarsi in successione e con una progressiva penetrazione sempre più a fondo nel golfo della Sirte, fino a oltrepassare apertamente la "linea della morte" sancita da Gheddafi; le regole di ingaggio fissate per le unità coinvolte prevedevano di aprire il fuoco solo per autodifesa da atti ostili dei libici, ma in caso di attacchi di qualunque tipo durante l'ultima e più rischiosa fase delle missioni FON il comandante della flotta era autorizzato ad adottare un piano di contingenza (operazione Prairie Fire) che prevedeva attacchi di rappresaglia su aerei, navi e siti costieri libici che si fossero posti in posizione di minaccia verso le formazioni statunitensi.

## L'operazione

### Attain Document I e II

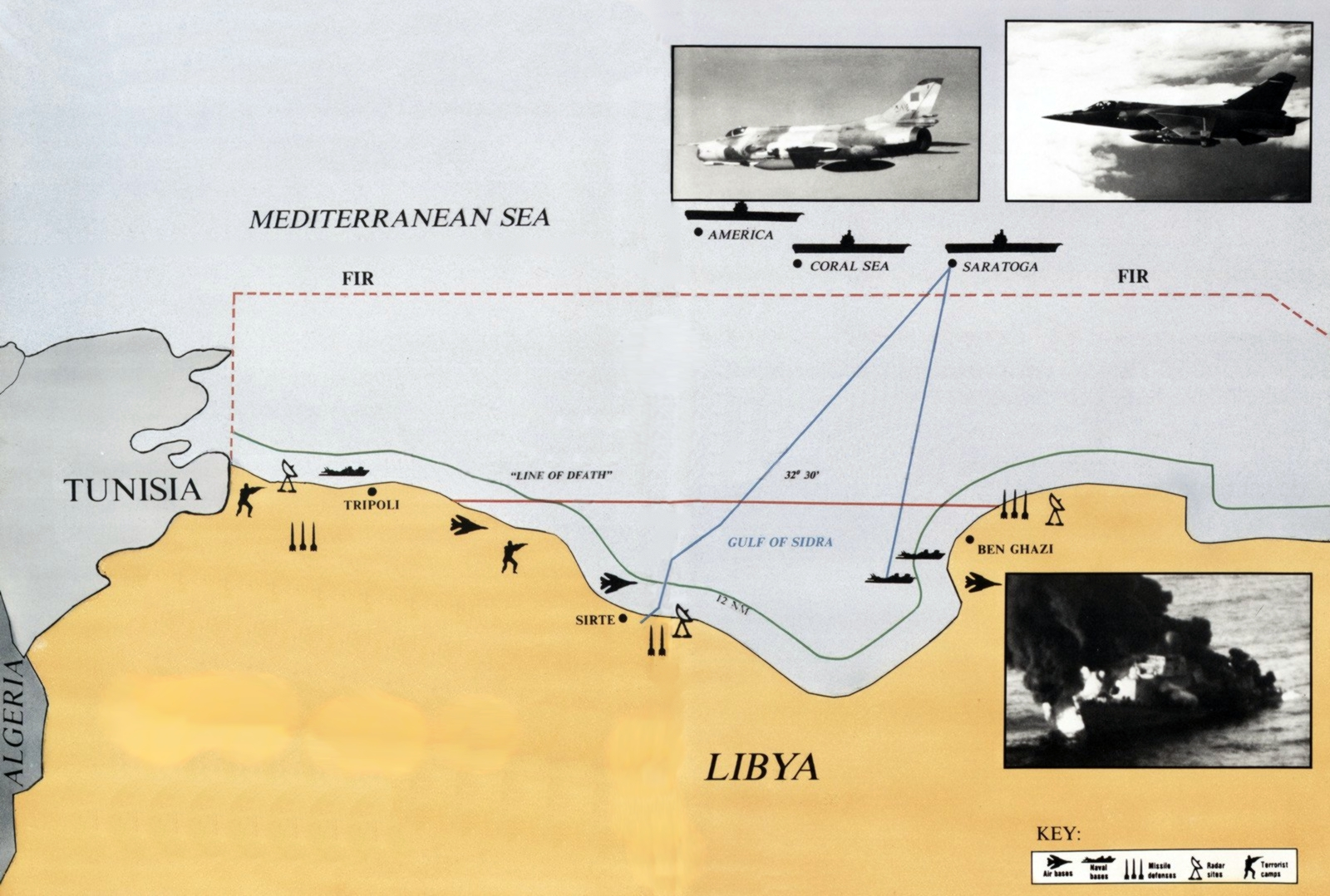
Carta del golfo della Sirte durante l'operazione Attain Document; la linea tratteggiata indica il limite della FIR libica; la linea rossa indica la linea del parallelo 32° e 30' nord che costituiva il limite della rivendicazione libica sulle acque del golfo; la linea verde indica la linea delle 12 miglia nautiche dalla costa che le convenzioni internazionali indicavano come limite massimo per le acque territoriali di uno Stato.

La prima fase dell'operazione Attain Document ebbe inizio ufficialmente il 26 gennaio 1986. Le forze statunitensi erano rappresentate da due gruppi da battaglia di unità di superficie, uno al comando del retroammiraglio David E. Jeremiah e facente capo alla portaerei USS Saratoga e l'altro sotto il retroammiraglio Jerry C. Breast e condotto dalla portaerei USS Coral Sea, riuniti nella "Task Force 60" sotto la direzione dello stesso ammiraglio Jeremiah. La tensione nell'area era molto alta: il 13 gennaio precedente un ricognitore EA-3B Skywarior della US Navy in volo sulle acque internazionali era stato intercettato ma non attaccato da due caccia MiG-25 libici, mentre il 24 gennaio Gheddafi aveva dichiarato lo stato di massima allerta per le forze armate libiche e inviato alcune unità navali leggere (a bordo di una delle quali era propagandisticamente salito lui stesso) a pattugliare il golfo della Sirte.
Il programma della prima fase dell'operazione (Attain Document I) prevedeva una serie di missioni lungo il limite esterno nell'ampia regione di informazioni di volo (Flight Information Region o FIR) proclamata da Tripoli davanti alle sue coste e considerata come una zona di difesa aerea avanzata dai libici, principalmente al fine di testare le reazioni dei caccia dell'Aeronautica militare libica e la loro capacità di difendere le acque nazionali a lunga distanza: la Saratoga e la Coral Sea si mantennero in navigazione nelle acque internazionali al di fuori della FIR libica, protette dall'alto da combat air patrol (CAP) di caccia F-14 Tomcat e F/A-18 Hornet che si alternavano costantemente sopra le unità della US Navy coordinate da aerei radar E-2C Hawkeye. Nel corso del primo giorno la risposta libica si concretizzò unicamente nell'invio di una coppia di caccia MiG-25: diretti da un E-2C, due F/A-18 della Coral Sea si portarono all'intercettamento e si misero in posizione di tiro dietro i caccia libici, che tuttavia si dimostrarono scarsamente propensi a ingaggiare manovre e si ritirarono dopo una decina di minuti.
Nei successivi quattro giorni navi e aerei della US Navy continuarono a incrociare al limite della FIR libica, senza particolare contrasto: furono registrati otto intercettamenti di velivoli libici in avvicinamento alle navi statunitensi, ma, benché tutti i caccia libici apparissero come armati di missili aria-aria, i loro piloti si dimostrarono molto poco propensi a ingaggiare manovre di combattimento o assumere posizioni di tiro ai danni delle loro controparti della US Navy e nessun incidente si verificò. L'impressione che gli statunitensi ricavarono fu che la ritrosia dei libici fosse solo di facciata, e che i piloti di Gheddafi puntassero piuttosto ad attirare i velivoli della US Navy più vicino alle batterie antiaeree dislocate lungo la costa; a ogni modo il 30 gennaio, portata a compimento la prima fase della missione, Jeremiah interruppe l'azione e riportò le sue navi più a nord.
Gli statunitensi tornarono a farsi sotto il 12 febbraio, quando fu lanciata la seconda fase dell'operazione (Attain Document II): questa volta i velivoli delle CAP statunitensi entrarono all'interno della FIR libica, pur mantenendosi ancora a nord della "linea della morte" proclamata da Gheddafi. La reazione libica fu molto più vigorosa rispetto a prima: il numero di velivoli decollati dalla terraferma fu molto più elevato (i piloti statunitensi fecero registrare tra i 140 e i 150 intercettamenti in totale) e i loro piloti manovrarono più aggressivamente, continuamente assistiti dalle postazioni radar sulla costa; rispetto alla precedente fase dell'operazione, questa volta gli statunitensi ritennero di aver acquisito molte più informazioni sui loro avversari, studiando meglio le tattiche e il livello di esperienza dei piloti libici e acquisendo informazioni di intelligence elettronica (ELINT). Portata a termine anche questa fase senza che fosse stato sparato un colpo, le unità statunitensi interruppero le operazioni il 15 febbraio e si ritirarono a nord.

### La battaglia di marzo

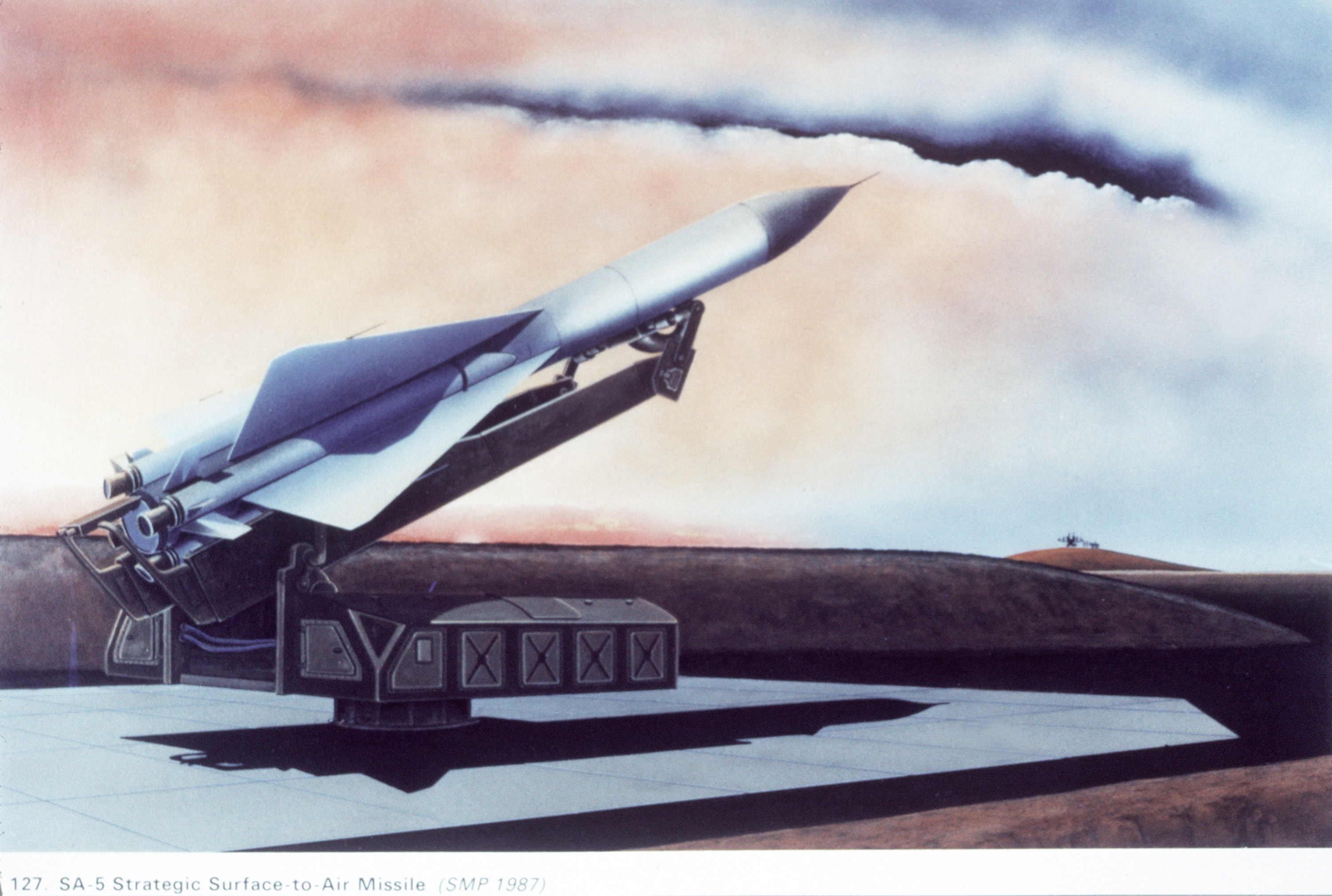
Rappresentazione grafica di una batteria libica di missili antiaerei SA-5.

La terza e ultima fase di Attain Document, che avrebbe dovuto vedere l'aperto attraversamento della "linea della morte" da parte delle forze statunitensi, fu autorizzata dal presidente Reagan il 14 marzo insieme con nuove e più permissive regole d'ingaggio. Un terzo gruppo da battaglia con la portaerei USS America si unì alla Task Force 60 di Jeremiah, portando la consistenza delle forze statunitensi a un totale di 25 navi da guerra e 250 aerei.
Attain Document III ebbe inizio il 23 marzo: quella mattina una formazione di aerei statunitensi attraversò la latitudine 32° 30' N e penetrò nel golfo della Sirte, senza tuttavia suscitare alcuna reazione da parte dei libici. Jeremiah proseguì quindi con il programma concordato, e la mattina del 24 marzo distaccò dalla Task Force 60 un gruppo navale composto dall'incrociatore USS Ticonderoga e dai cacciatorpediniere USS Scott e USS Caron: protette dall'alto da una CAP di caccia, le navi statunitensi varcarono quindi la "linea della morte" alle 06:00 e penetrarono nelle acque rivendicate dai libici. Questa volta le forze di Gheddafi decisero di reagire: intorno alle 07:52 due missili SA-5 antiaerei furono sparati da una postazione nei dintorni di Sirte all'indirizzo dei caccia F-14 della America impegnati a scortare le navi statunitensi; i caccia scesero di quota ed evitarono con facilità i missili in arrivo.

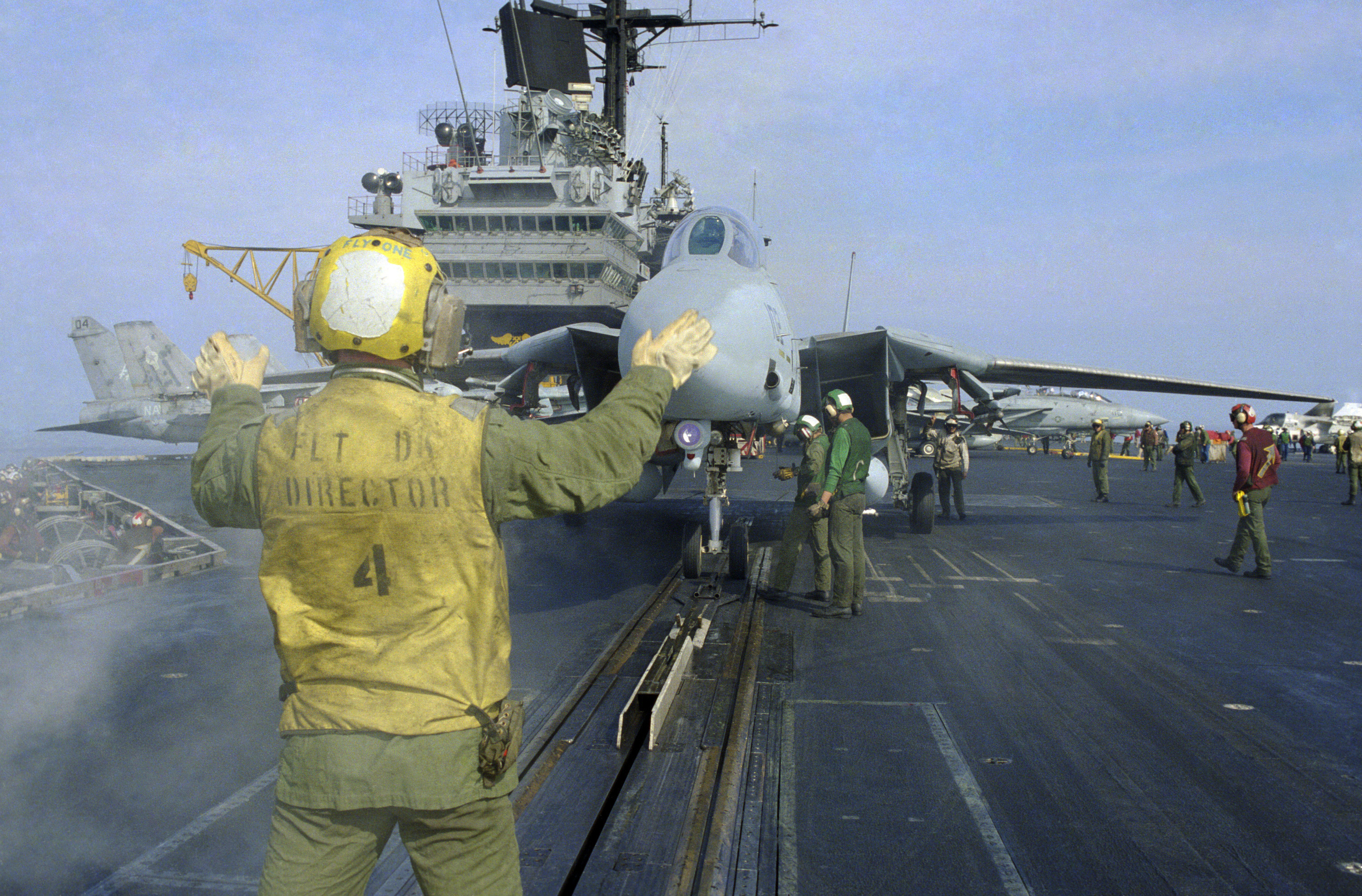
Un F-14 pronto a essere catapultato dalla Saratoga.

In ragione di questo attacco, i comandi statunitensi consentirono l'adozione del piano "Prairie Fire" già concordato, autorizzando l'attacco preventivo di qualunque unità libica in movimento nelle acque internazionali che avesse approcciato le forze statunitensi con atteggiamento ostile. Verso mezzogiorno, due caccia MiG-25 libici decollarono da Benina per avvicinare le unità statunitensi; subito individuati dagli aerei radar E-2C Hawkeye, al loro intercettamento fu inviata una pattuglia di due F-14 della America: ne seguì una serie di intense e aggressive manovre di combattimento aereo senza tuttavia che alcun colpo venisse sparato, e alla fine i due caccia libici si ritirarono dalla scena. Poco dopo altri quattro SA-5 furono sparati dalle postazioni vicino a Sirte in direzione dei velivoli statunitensi, ancora una volta senza alcun risultato: i SA-5 erano ottimizzati per l'attacco a obiettivi grandi e in volo ad alta quota, ed erano quindi abbastanza inefficienti contro piccoli caccia capaci di operare a bassa quota.

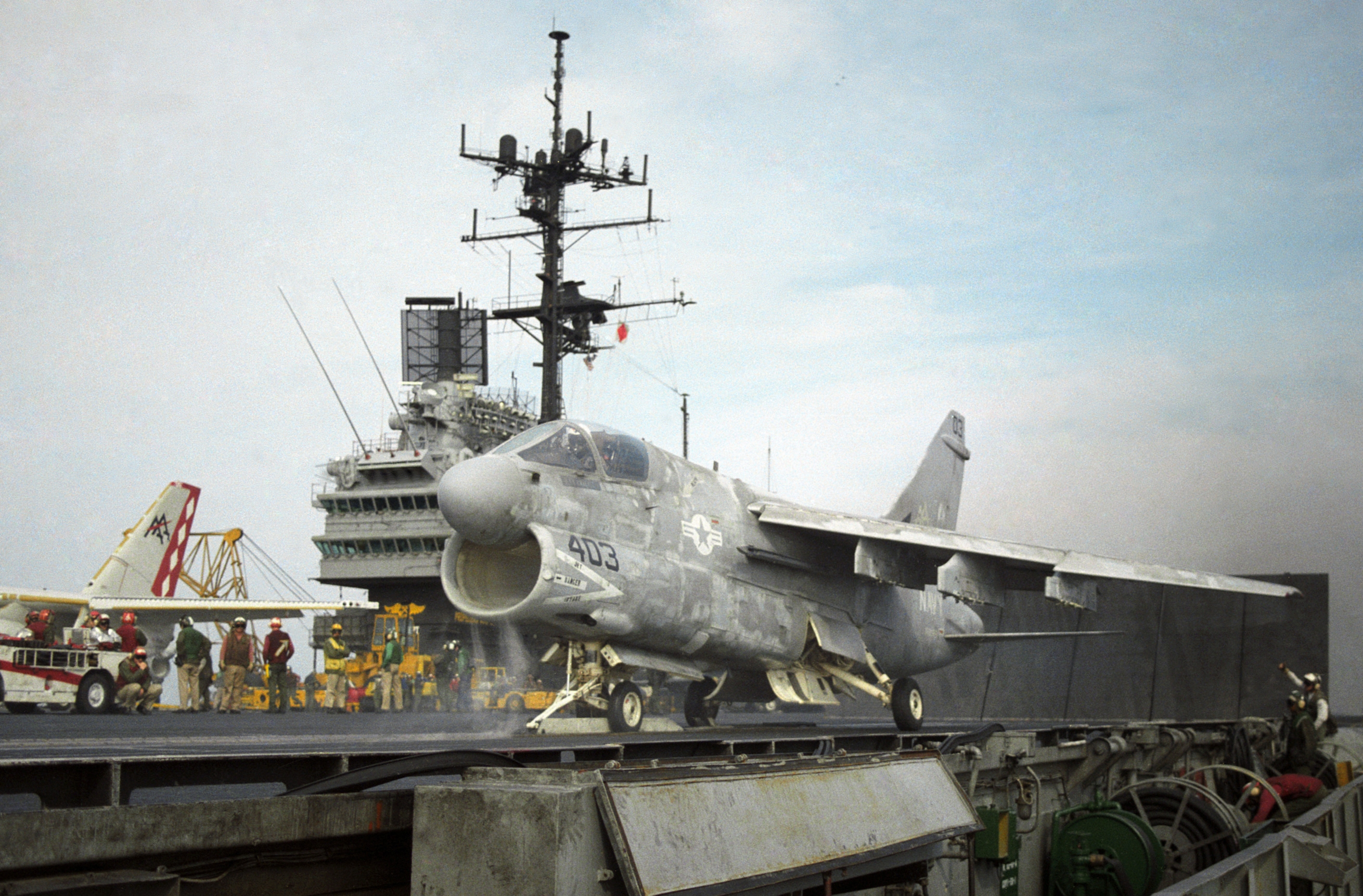
Un A-7E pronto al decollo sul ponte della Saratoga durante l'operazione.

Intorno alle 14:30 i radar statunitensi individuarono una cannoniera missilistica libica classe La Combattante IIa (identificata come la Waheeg) in uscita da Misurata, e varie altre unità leggere libiche furono segnalate in rotta per il golfo della Sirte; il contrattacco degli statunitensi era ormai in corso, e grosse formazioni di velivoli si alzarono dalle portaerei. La prima a essere attaccata fu la cannoniera classe Combattante, che stava facendo rotta per portarsi a tiro del Ticonderoga: alle 19:26 un aereo da attacco al suolo A-6 Intruder della America centrò l'unità libica con un missile antinave AGM-84 Harpoon (al suo primo impiego reale con la US Navy), e lo scafo in fiamme fu poi colato a picco con una bomba a grappolo CBU-100 Rockeye da parte di un altro A-6 Intruder della Coral Sea. Una quarantina di minuti più tardi almeno due F-14 si avvicinarono ai siti antiaerei nei dintorni di Sirte, e quando i libici accesero i radar di puntamento due aerei da attacco al suolo A-7 Corsair della Saratoga spararono loro contro una salva di missili AGM-88 HARM anti-radar (un altro sistema d'arma al suo esordio operativo), apparentemente mettendoli fuori combattimento.
Verso le 21:55 un nuovo attacco fu portato ai danni di una corvetta lanciamissili libica classe Nanuchka, identificata come la Ain Mara, uscita dal porto di Bengasi e apparentemente diretta ad attaccare l'incrociatore USS Yorktown: l'unità libica fu subito oggetto delle attenzioni da parte degli A-6 della America e della Coral Sea, venendo centrata da un Harpoon che provocò un vasto incendio; la corvetta cercò di ripararsi dietro alcune unità mercantili, e riuscì in seguito a rientrare a Bengasi nonostante i vasti danni a bordo. Mentre questo scontro era in corso, lo Yorktown prese di mira una seconda cannoniera classe La Combattante che si stava avvicinando alla zona: l'incrociatore sparò due Harpoon ai danni dell'unità libica che fu ben presto messa fuori combattimento e lasciata in preda alle fiamme, anche se riuscì a rientrare in porto.

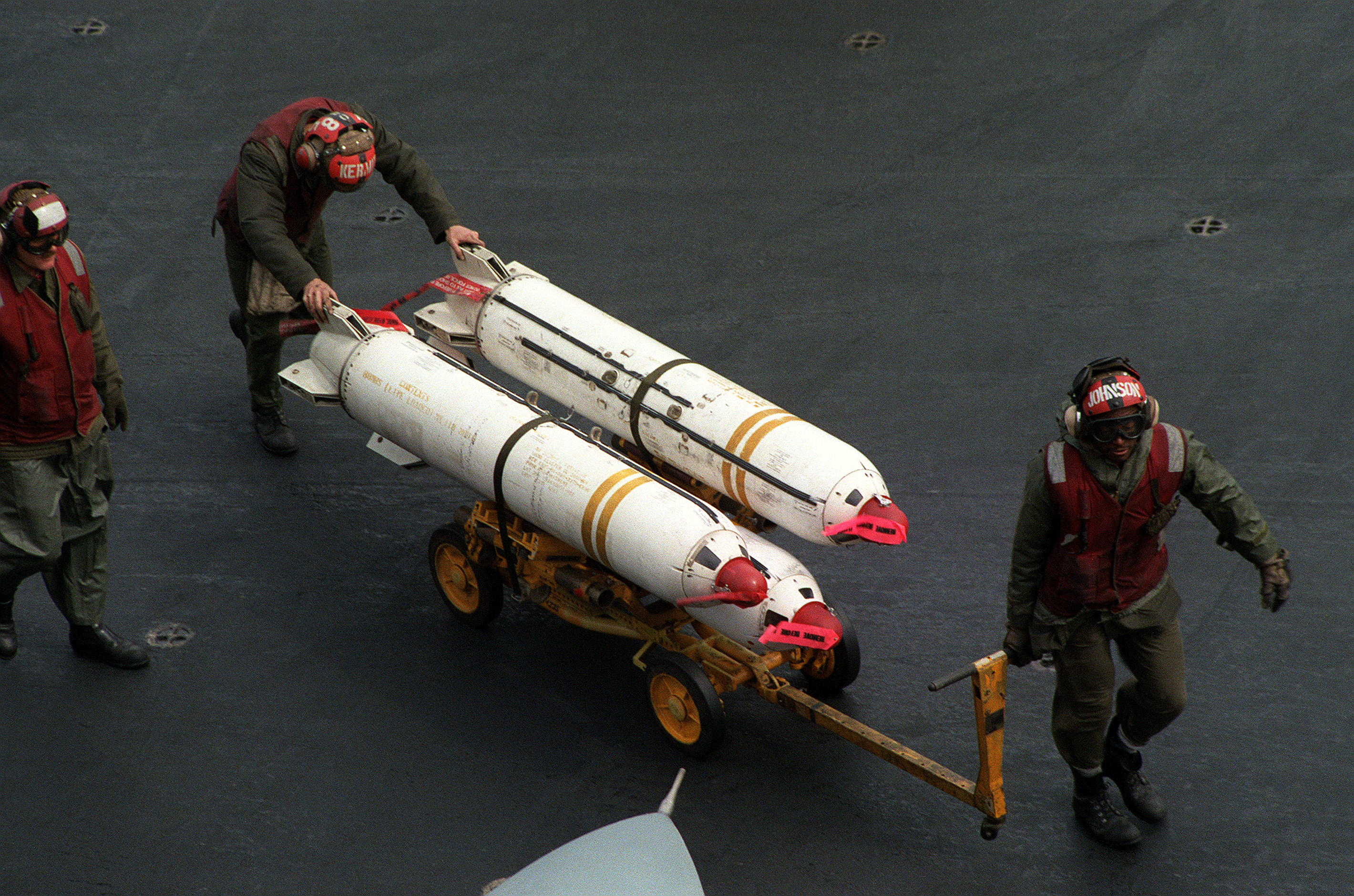
Bombe a grappolo "Rockeye" in movimento sul ponte della Saratoga.

Intorno alla mezzanotte del 25 marzo le postazioni antiaeree libiche tornarono a farsi sentire, lanciando all'indirizzo dei velivoli statunitensi varie salve di missili SA-5 e SA-2 di nuovo dalle batterie nei pressi di Sirte; nessuno ordigno andò a segno, e gli statunitensi contrattaccarono immediatamente con lanci di missili AGM-88 HARM da parte degli A-7 Corsair della Saratoga avvicinatisi fino a 25 chilometri dalla costa della Libia: almeno due impianti radar "Squaire Paire" per la guida dei missili SA-5 furono colpiti, ma poco dopo altri SA-5 furono lanciati da Sirte unitamente a un SA-2 da un sito nei pressi di Bengasi. Seguirono altri attacchi degli A-7 con gli HARM fino al mattino, quando gli impianti radar libici cessarono di emettere segnali; gli statunitensi si concentrarono sui radar e non tentarono attacchi diretti alle postazioni di fuoco dell'antiaerea libica, principalmente per evitare di causare perdite umane tra i consiglieri militari sovietici che si riteneva stessero assistendo i libici nell'utilizzo di simili armamenti moderni.
Un'ultima azione si verificò tra le 02:00 e le 07:30 del 25 marzo, quando una seconda corvetta libica classe Nanuchka (indicata come la Ain Zaquit) si diresse contro le navi statunitensi: aerei A-6 Intruder della Coral Sea attaccarono l'unità immobilizzandola dopo averla centrata con una bomba a grappolo CBU-100, e lo scafo fu quindi colato a picco con un Harpoon lanciato da un A-6 della America; con gli aerei statunitensi che volavano ad appena 50 metri dal pelo dell'acqua, i libici non tentarono nemmeno di contrastarli lanciando loro contro altri SA-5. In effetti, dopo i danni patiti le forze armate libiche si dimostrarono poco propense a ingaggiare ulteriori combattimenti, e per i successivi due giorni gli statunitensi furono lasciati liberi di proseguire con le loro manovre aeree e navali nel golfo della Sirte senza essere contrastati in alcun modo. Il governo statunitense si ritenne soddisfatto dell'azione, e l'operazione Attain Document III venne ufficialmente sospesa la mattina del 27 marzo quando le navi statunitensi si ritirarono dall'area; per il 29 marzo la Task Force 60 era stata sciolta, con la Saratoga in rotta per rientrare in patria e la America e la Coral Sea dirette verso il Mediterraneo occidentale.

## Conseguenze
L'operazione Attain Document venne considerata un successo dall'amministrazione Reagan: gli aerei e le unità di superficie della US Navy avevano operato con successo all'interno della zona di mare unilateralmente e illegalmente rivendicata dai libici, dimostrando l'infondatezza delle pretese di Gheddafi sull'area. L'azione aveva portato al maggior scontro militare aperto tra statunitensi e libici fin a quel momento, ma la cosa non era vista come un fatto negativo dai primi visto che aveva consentito di mostrare a Gheddafi la risoluzione dell'amministrazione Reagan nell'affrontare le sue provocazioni, nonché messo in luce la potenza dell'apparato bellico degli Stati Uniti: senza subire alcuna perdita, gli statunitensi avevano inflitto ai libici l'affondamento di una corvetta e una cannoniera missilistica oltre al danneggiamento di un'altra corvetta e di un'altra cannoniera, senza contare i danni inflitti alle stazioni radar sulla costa.
Il 22 marzo, alla vigilia dell'attuazione della terza fase di Attain Document, le ambasciate, i consolati e le rappresentanze statunitensi all'estero erano state messe in stato di massima allerta in vista di reazioni negative alle prevedibili azioni belliche che sarebbero seguite nel golfo della Sirte. In definitiva, le reazioni della comunità internazionale agli scontri armati del 24-25 marzo furono nel complesso contenute: l'Unione Sovietica condannò l'azione degli Stati Uniti anche se non con particolare forza, mentre forte fu l'imbarazzo a Mosca per i limiti tecnonologici messi in luce dagli armamenti moderni forniti ai libici; Israele e Regno Unito approvarono incondizionatamente l'azione statunitense, mentre diversi membri della NATO, pur non criticandola apertamente, espressero l'intenzione che la disputa del golfo della Sirte fosse risolta per via pacifica. Gli alleati degli Stati Uniti affacciati sul Mediterraneo furono più critici: il primo ministro greco Andreas Papandreou condannò imposizione con le armi di una nuova "pax americana", e il governo italiano di Bettino Craxi criticò in egual misura libici e statunitensi; in Italia e in altre nazioni si svolsero alcune dimostrazioni di piazza anti-statunitensi, ma su scala piuttosto contenuta. I membri della Lega Araba condannarono l'azione degli Stati Uniti ma senza particolare entusiasmo o convinzione, e a parte che in Siria non si registrarono dimostrazioni di piazza anti-statunitensi nelle città arabe; solo l'Iran espresse piena solidarietà alla Libia. Le reazioni negli stessi Stati Uniti furono in netta maggioranza di sostegno all'operato del presidente Reagan, per quanto vennero espresse critiche circa il fatto che attaccare le forze libiche fosse di qualche utilità nella lotta al terrorismo internazionale.
La reazione di Gheddafi fu, tutto sommato, prevedibile. In una conferenza stampa convocata poco dopo i fatti, il colonnello negò perdite riportate dalle sue forze armate nello scontro e rivendicò con forza l'abbattimento di tre aerei statunitensi in realtà mai avvenuto; più concretamente, agenti segreti libici ricevettero istruzione di pianficare attacchi di rappresaglia a obiettivi statunitensi in giro per il mondo. Il 2 aprile 1986 una bomba esplose sul volo TWA 840 diretto da Los Angeles a Il Cairo, uccidendo quattro passeggeri statunitensi e ferendone altri sette anche se l'aereo riuscì a compiere un atterraggio d'emergenza ad Atene; il 5 aprile seguente, invece, una bomba esplose in una discoteca di Berlino ovest frequentata da militari statunitensi, uccidendone due oltre a una donna di nazionalità turca e ferendo altre 222 persone.
Un tentativo di isolare diplomaticamente la Libia fu portato avanti dagli Stati Uniti presso i governi amici, ma non riscosse particolare successo; davanti a prove incontrovertibili che confermavano il coinvolgimento dei libici nei recenti attentati, il presidente Reagan approvò una massiccia azione di bombardamento aereo di postazioni e basi militari sulla terraferma della Libia, azione concretizzatasi nell'operazione El Dorado Canyon del 14-15 aprile 1986.